# Zugvogel am Sund
Zugvogel am Sund ist ein Film des Fernsehens der DDR aus dem Jahr 1979. In den Hauptrollen sind Walter Plathe, Martina Servatius und Peter Cwielag zu sehen.

## Handlung
Der Schiffsmechaniker Ekke ist Junggeselle und hatte schon viele Arbeitsstellen an verschiedenen Orten in der DDR, weshalb er nie so richtig sesshaft wurde. Deshalb ist sein langjähriger Spitzname Zugvogel. Sein Kollege und bester Freund Karsten überredet Ekke dazu, ihn nach Stralsund zu begleiten. Dort arbeiten Ekke und Karsten nun gemeinsam auf einer Werft. Anfangs müssen sich die beiden Neulinge erst in der Produktion bewähren. Sie schließen schnell Kontakt und Freundschaft mit dem aus Thüringen stammenden Werftarbeiter Paddy, der andauernd Witze erzählt und seinen Kollegen, oft zu deren Leidwesen, immer wieder Streiche spielt. Ekke und Karsten übernachten zunächst auf einem Wohnschiff.
Ekke verliebt sich eines Tages in seine Kollegin Solveig, die auf der Werft als Elektrikerin tätig ist. Nur wenig später verliebt sich auch Karsten, nämlich in seine Kollegin Rita. Allerdings hat in der Zwischenzeit auch ihr Kollege Paddy bereits ein Auge auf Rita geworfen. Die Liebesbeziehungen von Ekke mit Solveig und Karsten mit Rita führen mit der Zeit dann auch auf der Werft zu einigen zwischenmenschlichen Problemen. Es kommt so weit, dass Ekke sogar auf der Werft kündigen will, um sich zu einer neuen Arbeitsstelle versetzen zu lassen. Doch die Werftarbeiter wollen Ekke nicht so einfach ziehen lassen und sich darum bemühen, dass er nun endlich ein ordentlicher Schiffsbauer wird. Ekke und Solveig versöhnen sich letztendlich. Karsten wiederum geht dann etwas später zur Marine.

## Produktion und Veröffentlichung
Der Film wurde im Frühling/Sommer 1978 vorwiegend in Stralsund und Umgebung gedreht.
Seine Erstausstrahlung erlebte der Film am 13. Mai 1979 zur Hauptsendezeit im 1. Programm des DDR-Fernsehens. Nach der Wende wurde der Film noch mehrmals im Fernsehen wiederholt.
Im Jahr 2023 erschien innerhalb der Reihe „DDR TV-Archiv“ eine Kassette mit 2 DVDs, von denen die Bonus-DVD, Dauer 84 Minuten, drei Originaldokumentationen mit den Titeln „Schiffbauer, auf Helling und Dock“, „Nicht jeder wird ein Kapitän“ und „Junge alte Stadt Wismar“ enthält.